# 伞形糖
伞形糖（英語：umbelliferose）是一种有机化合物，化学式C18H32O16，可见于Prangos ferulacea、欧当归等物种。